# Forcipomyia fusca
Forcipomyia fusca är en tvåvingeart som först beskrevs av Philippi 1865.  Forcipomyia fusca ingår i släktet Forcipomyia och familjen svidknott. Inga underarter finns listade i Catalogue of Life.